# 1422 هـ
1422 هـ هي سنة في التقويم الهجري امتدت مقابلةً في التقويم الميلادي بين سنتي 2001 و2002.

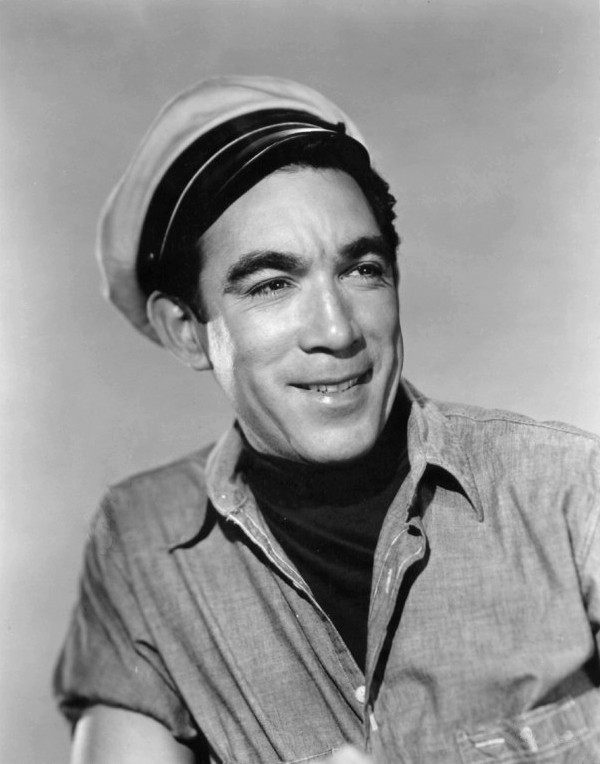
أنتوني كوين

## أحداث
- قام أسامة بحر ونبيل حلبية ينتميان لكتائب القسام من أبوديس بعملية تفجيرية مزدوجة وسيارة مفخخة في القدس الغربية في إسرائيل، اسفرت عن 11 قتيل وجرح أكثر من 190 اسرائيلياً .

## وفيات
- أبو جعفر اليمني
- أبو علي مصطفى
- أنتوني كوين
- أيمن حلاوة
- إبراهيم السامرائي
- إبراهيم شمس الدين (سوداني)
- خالد سعود الزيد
- الجلولي فارس
- المعطي بنقاسم
- بهجت عثمان
- جاذبية صدقي
- جمال سليم
- جمال منصور
- خليفة الفاخري
- محمود رحمي
- سعاد حسني
- طيبة الفرج
- عادل المهيلمي
- عاشق إلهي البرني
- عبد العزيز السلمان
- عصام رجي
- فافا
- كامل حسن المقهور
- محمد إبراهيم كامل (وزير)
- محمد العلي (ممثل)
- محمد بن إبراهيم بن جبير
- محمد بن علي المحمود
- محمد علي الياس العدواني
- محمد فرحات
- مخلص البحيري
- ناصر المزيعل
- ناصر بن حمد الراشد
- وفاء إدريس
- يحيى العلمي
- يوسف السركجي
- يوسف المطرف
- أسامة عيد بحر
- نبيل محمود حلبية
- أنور الجندي
- رمضان عبد التواب
- عبد اللطيف الشبيب
- محمد عبد العاطي
- مقبل بن هادي الوادعي
- سلمان فائق.